# Трапезица (железопътна спирка)
Железопътна спирка „Трапезица“ е железопътна спирка на линията Г. Оряховица – Стара Загора.. Намира се на ул. „Трапезица“ в Квартал Асенов във Велико Търново.

## История
В 9:00 на 22 септември 1908 г. влакът на цар Фердинанд I и част от българския политически елит спира на гара Трапезица. На нея е направен първият препис на Манифеста за обявяване на независимостта на България. От гарата царят, държавниците и други граждани се отправят към църквата „Свети Четиридесет мъченици“..
През 2016 г. е направен основен ремонт на сградата. През 2018 г. е направена възстановка на посрещането на цар Фердинанд по повод 110-та годишнина от обявяването на независимостта на България.

## Галерия
- Гара Трапезица